# Cybergrind
Le cybergrind (aussi appelé e-grind ou digigrind) est un sous genre du grindcore qui, à côté des instruments classiques de ce style (guitares, basse et batterie), utilise des sons créés par ordinateur ou d'autres instruments synthétiques. Les groupes typiques de ce genre font souvent une musique extrêmement rapide avec des titres ne dépassant pas la minute.

## Principaux groupes de cybergrind
- Cumfilled Brain
- Agoraphobic Nosebleed (grindcore, noisecore, cybergrind)
- Brutal Disgorging
- Dataclast
- Deathstorm
- Electrocutionerdz
- Gånglîå
- Genghis Tron
- Libido Airbag
- The Fantastikol Hole
- The Locust
- Wave-Collider